# Socket S1
Socket S1 jest gniazdem przeznaczonym dla procesorów mobilnych Sempron, Athlon i TurionX2 firmy AMD Gniazdo jest rozwijane w kolejnych generacjach oznaczanych literą "g" i cyfrą np. S1g4 które jest obecnie najnowszą jego wersją. Gniazda są ze sobą wstecznie kompatybilne co oznacza że możemy do S1g3 włożyć nawet Semprona ML-34. 